# Aeroporto di Caticlan
L'aeroporto di Caticlan (tagallo: Paliparan ng Caticlan) (IATA: MPH, ICAO: RPVE), definito come principale di classe 2 dalla autorità dell'aviazione civile filippina CAAP e noto con il nome commerciale di aeroporto Godofredo P. Ramos, è un aeroporto filippino situato sull'estremo lembo nord-occidentale dell'isola di Panay, nella regione di Visayas Occidentale, nella provincia di Aklan, nel territorio della città di Malay. La struttura è dotata di una pista di cemento lunga 950 m, l'altitudine è di 2 m, l'orientamento della pista è RWY 06-24. L'aeroporto è aperto al traffico commerciale domestico dall'alba al tramonto.
La struttura è, insieme allo scalo di Kalibo, uno dei due aeroporti che servono la zona densamente turistica di Boracay.